# Iuri Horovski
Iuri Horovski (în rusă Юрий Хоровский; n. 14 noiembrie 1946, Ceadîr-Lunga, URSS) este un sculptor, grafician și pictor sovietic moldovean și rus.

## Biografie
S-a născut în orașul Ceadîr-Lunga din fosta RSS Moldovenească (actualmente Găgăuzia, Republica Moldova) într-o familie evreiască; bunicul său Șaia (Isaia) s-a mutat în Basarabia din Polonia Congresului la sfârșitul secolului al XIX-lea. În 1952 s-a mutat împreună cu familia la Chișinău. A absolvit Școala Republicană de Artă „Ilia Repin”, apoi a studiat la studioul lui Lazăr Dubinovschi. Din 1965 participă la expoziții republicane, sovietice și peste hotare. În 1980 a devenit membru al Uniunii Artiștilor din URSS. Din 1988 locuiește și lucrează la Moscova.
Lucrările artistului se află în colecții ale Galeriei Tretiakov, Muzeul Republican de Artă din Chișinău, Centrul de Artă Contemporană „MARS” (Moscova), Galeria „Paleta Moscovei” (Moscova), Galeria „Na-ne”, (Budapesta, Ungaria), Galeria Marat Ghelman (Moscova), etc.